# Haneffe
Haneffe (en wallon Henefe) est un village de Hesbaye, dans la province de Liège, en Belgique, immédiatement au sud de Donceel auquel il est aujourd'hui administrativement rattaché (Région wallonne de Belgique). C'était une commune à part entière avant la fusion des communes de 1977. Le village est traversé du sud au nord par l'Yerne qui se jette plus loin dans le Geer, affluent de la Meuse.

## Démographie
- Sources:INS, Rem:1831 jusqu'en 1970=recensements, 1976= nombre d'habitants au 31 décembre

## Histoire

### Les Templiers et les Hospitaliers
L'ancienne commanderie de l'ordre du Temple est mentionnée pour  la première fois en 1265. Avec la dévolution des biens de l'ordre du Temple, en 1312, la commanderie passe aux mains des Hospitaliers de l'ordre de Saint-Jean de Jérusalem. Plusieurs bâtiments ont survécu dont la chapelle de Haneffe.

## Patrimoine et culture

### Patrimoine architectural
- L'église Saint-Pierre avec forte tour du XIVe siècle.
- Ancien château de Haneffe Maison-forte créée au Moyen Âge comme une haute cour sur une motte. La première mention date de 1091. Du dispositif primitif, il ne reste aujourd'hui que les murailles, défendue par deux bastions surplombant les douves et une tour cylindrique à moitié construite dans la maison actuelle. Le château et l'église sur un promontoire formaient d'ailleurs jadis un ensemble fortifié, protégé de douves et de murailles reliés avec l'ancienne basse-cour (ferme du château Schalenbourg) et au presbytère.
- Ferme  Degive, ensemble  élevé principalement dans la 1re moitié du XVIIIe siècle.

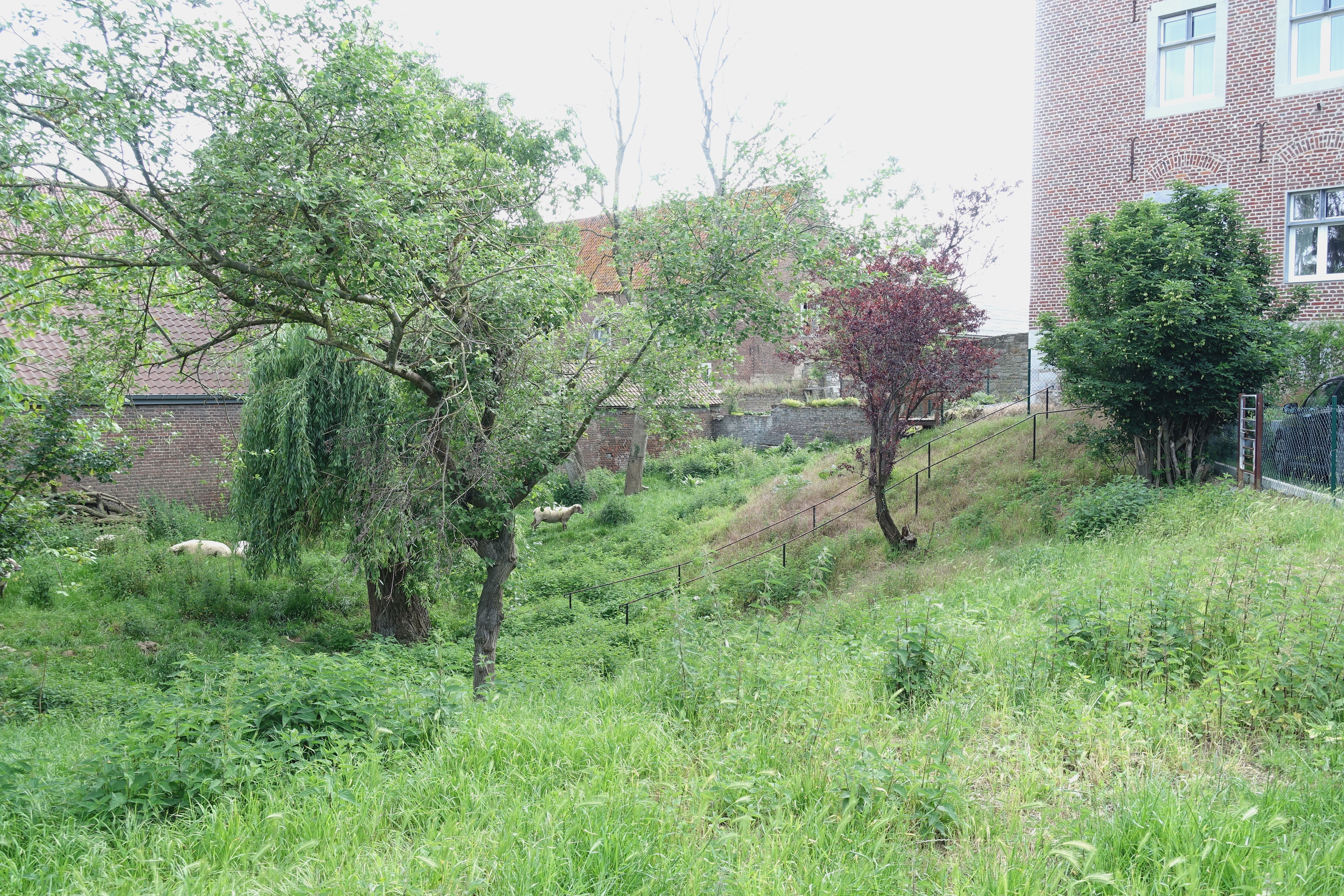
Motte et douves du Maison-forte.
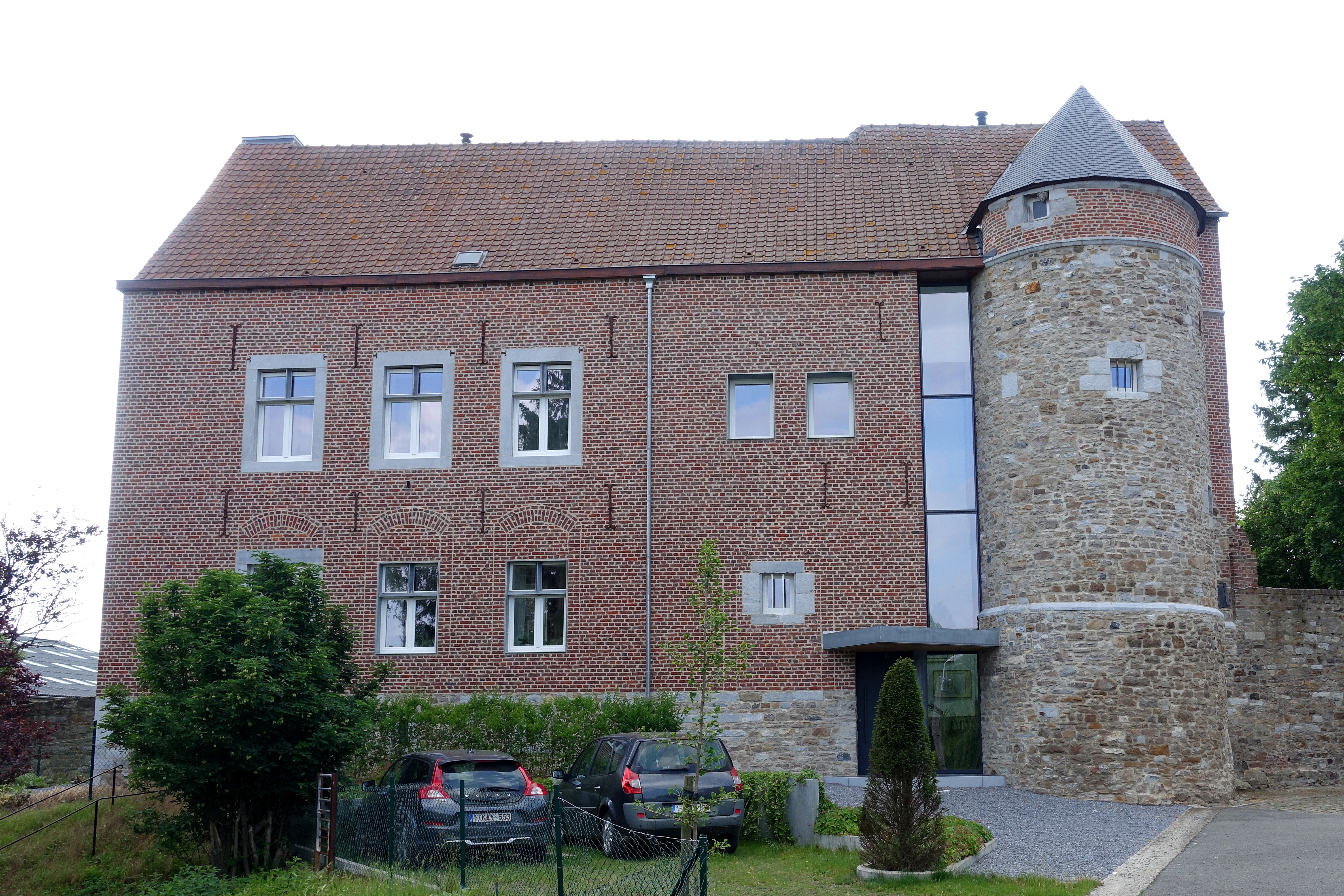
Maison-forte.
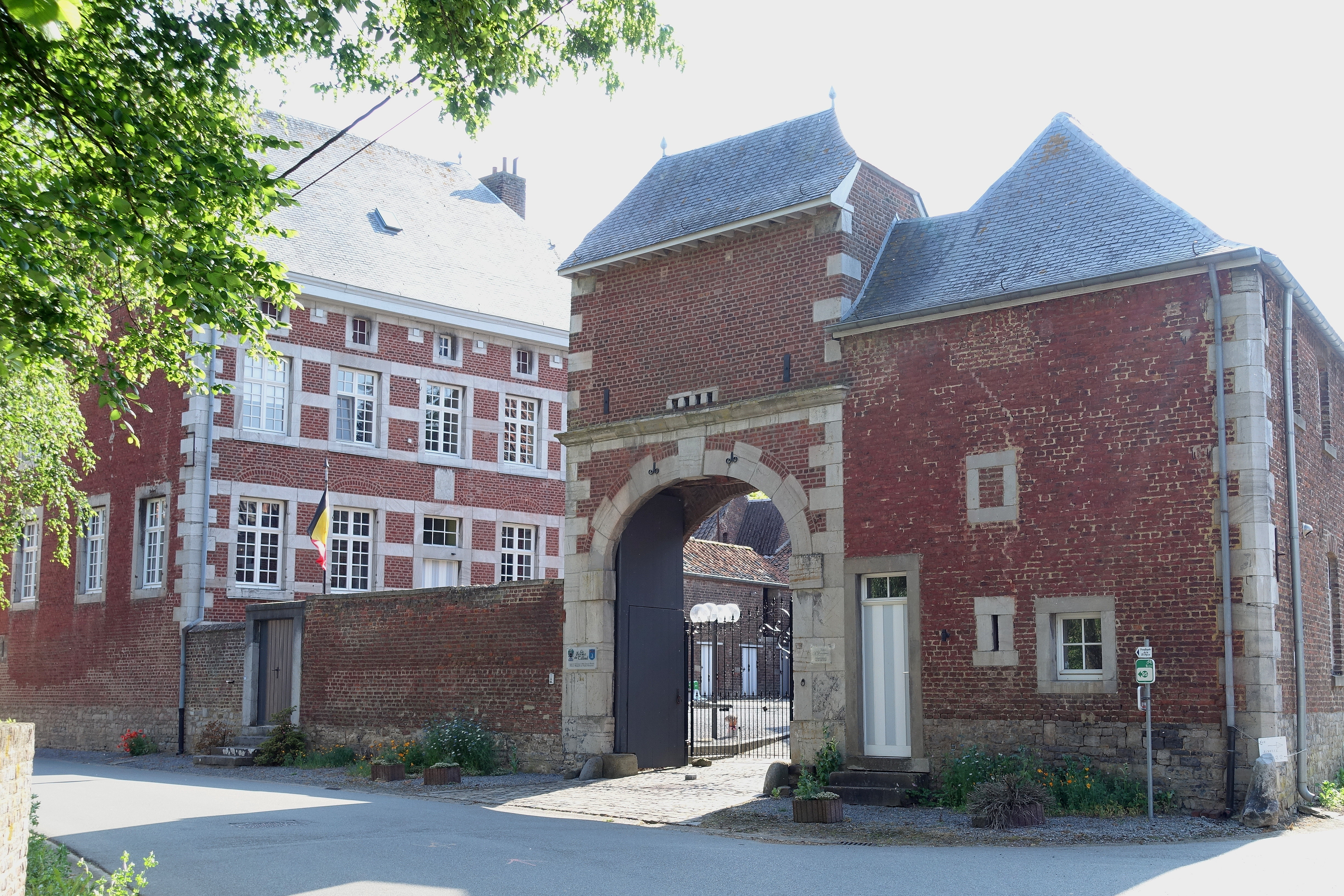
Ferme Digive.
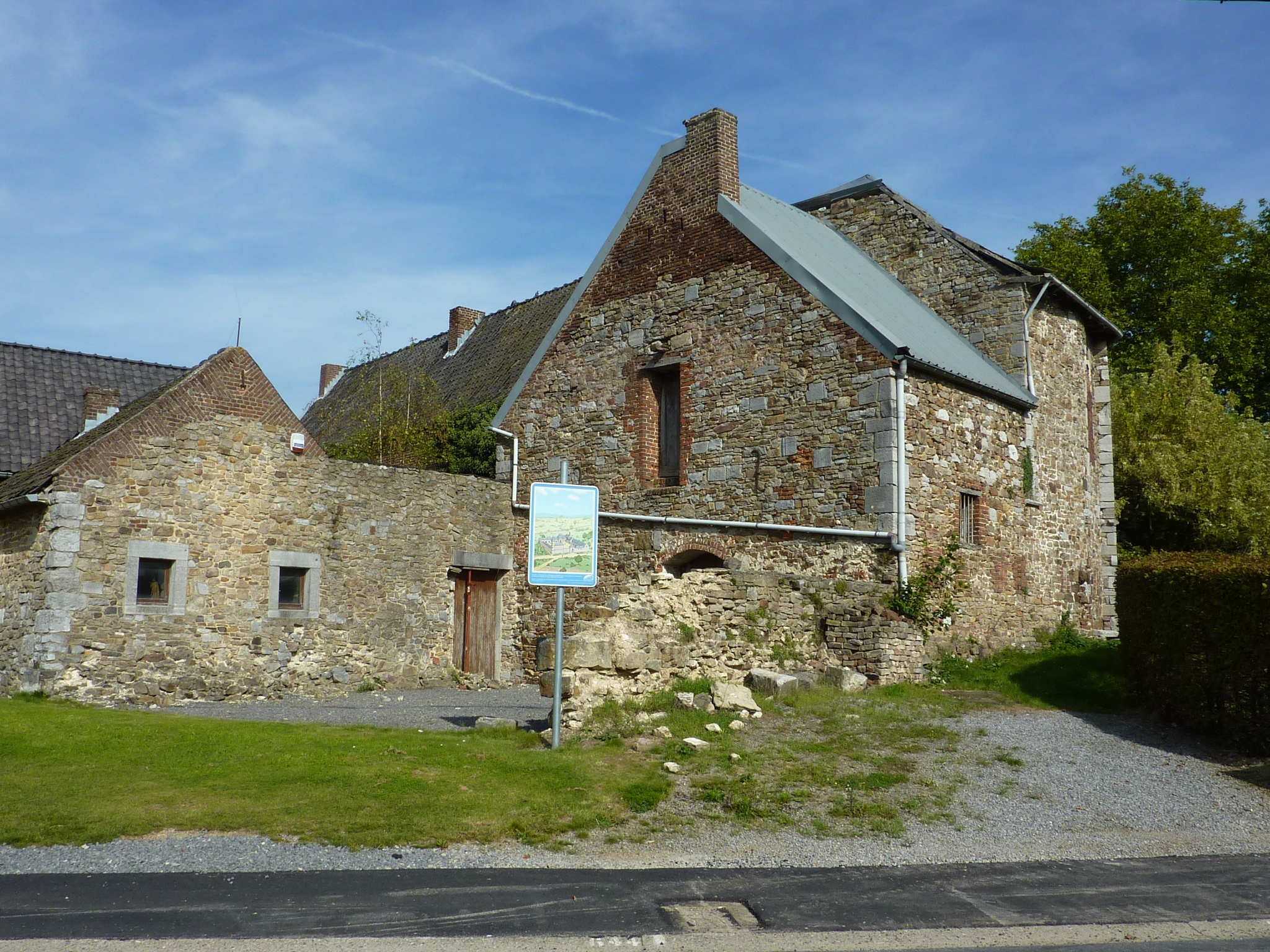
La commanderie.
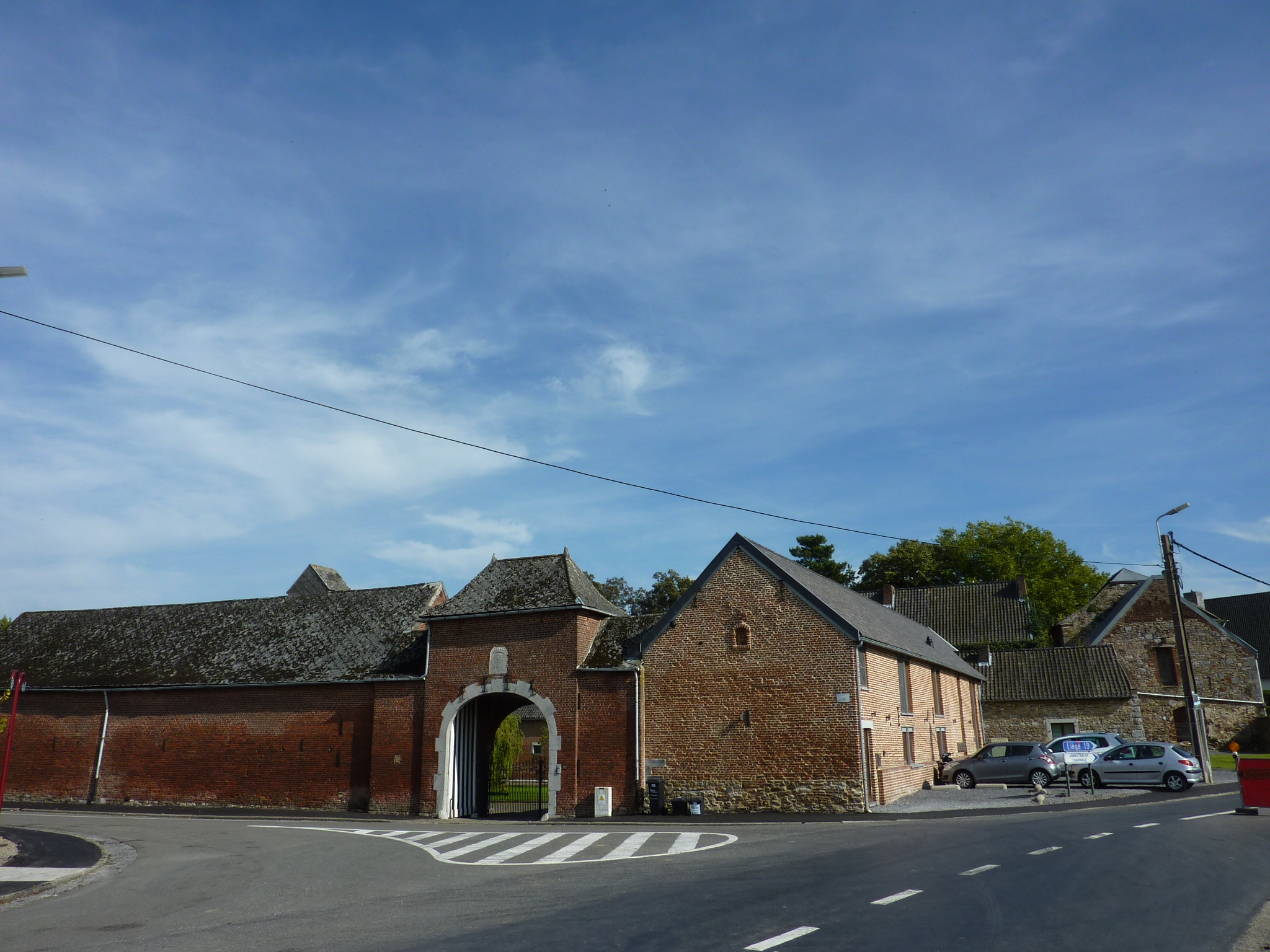
La commanderie de Haneffe.

### Culture
La fanfare appelée le "Royale Guidon Hesbignon" est une des rares fanfares se produisant à vélo.

## Sports et vie associative

### Sports
- Le club de basket-ball du BC Haneffe, créé en 1959.